# Минино (Рамешковский район)
Минино — деревня в Рамешковском районе Тверской области.

## География
Находится в восточной части Тверской области на расстоянии приблизительно 16 км на юг по прямой от районного центра поселка Рамешки.

## История
Упоминается с 1646—1647 годов как пустошь во владениях Московского Вознесенского девичьего монастыря. В 1678 году в Миняково 1 крестьянский, 1 бобыльский двор. В 1859 году в казенной русской деревне Минино было 8 дворов, в 1887 — 16. В советское время работали колхозы «Красный Бор» и «Вперед». В 1989 году в деревне насчитывалось 20 домов, 9 домов принадлежали дачникам. В 2001 году в деревне 13 домов постоянных жителей и 17 домов — собственность наследников и дачников. До 2021 входила в сельское поселение Застолбье Рамешковского района до их упразднения.

## Население
Численность населения: 71 человек (1859 год), 99 (1887), 31 (1989), 33 (русские 100 %) в 2002 году, 11 в 2010.